# Кайрюкштис, Леонардас Антано
Леонардас Антано Кайрюкштис (лит. Leonardas Kairiūkštis; 28 декабря 1928, Папишки, Литва — 15 июля 2021, Каунас, Литва) — советский и литовский лесовод.

## Биография
Родился 28 декабря 1928 года в Папишки, Литва. 
В 1947 году поступил в Литовскую сельскохозяйственную академию, которую окончил в 1952 году. В 1957 году устроился на работу в Литовский НИИ лесного хозяйства и проработал вплоть до 1970 года. 
В 1970 году был избран директором данного института и проработал в данной должности вплоть до 1984 года, затем был переизбран директором в 1988 году и проработав вплоть до 1992 года, перешёл в лабораторию и заведовал лабораторией вплоть до 1997 года. С 1997 по момент смерти был на пенсии.
Скончался 15 июля 2021 года в Каунасе.

## Научные работы
Основные научные работы посвящены изучению дигрессивных и восстановительных смен древесных видов, особенностей роста и формирования насаждений, их структуры и продуктивности. Автор ряда научных работ.
- Предложил способы оптимизации густоты насаждений.
- Разработал теорию формирования смешанных лесов, ввёл хозяйственно-биологическую классификацию деревьев.
- Теоретически обосновал создание максимально продуктивных лесов-эталонов.

## Членство в обществах
- Академик АН Литовской ССР (1972—1991)